# فتزروفيا

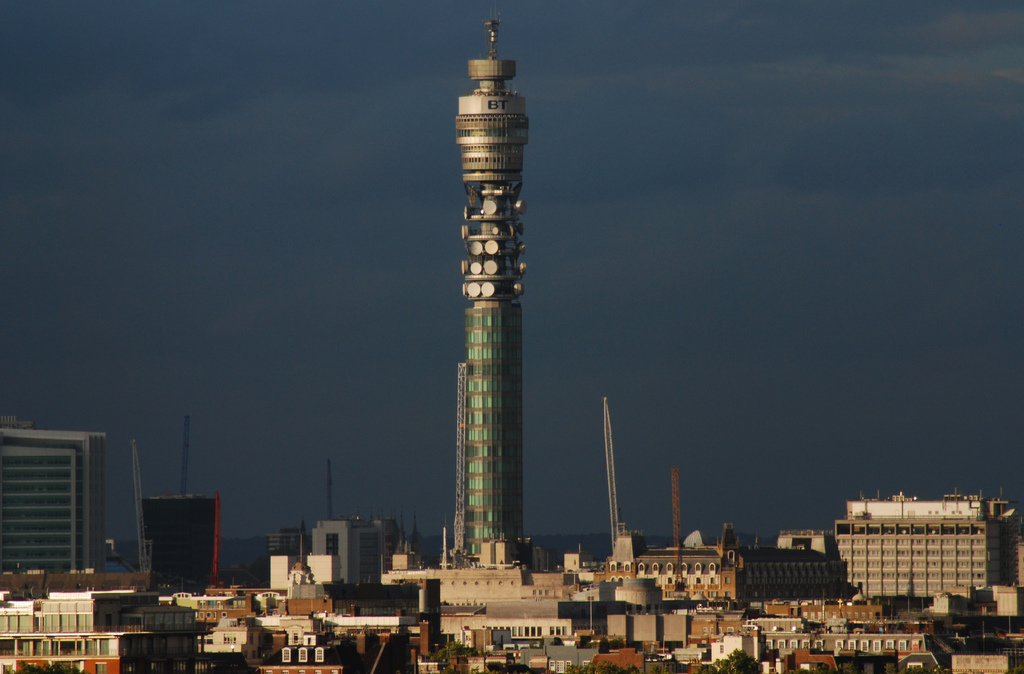
برج بي تي - من أهم معالم الحي.

فتزروفيا حي يقع في وسط لندن، قرب منطقة الوست اند.
تقع ما بين حيي بلومزبري ومرليبون، وشمال حي سوهو، كما هو موضح أدناه:

## أعلام
- لورا غريني